# Colubraria tumida
Colubraria tumida is een slakkensoort uit de familie van de Colubrariidae. De wetenschappelijke naam van de soort is voor het eerst geldig gepubliceerd in 2000 door Ma X. & Zhang S..